# عبد العزيز سمك
يعد الشيخ عبد العزيز محمد سمك من كبار علماء الأزهر في محافظة البحيرة، وهو من مواليد قرية الضهرية - مركز إيتاي البارود - محافظة البحيرة في عام 1905م. تخرج من الأزهر الشريف وحضر ثورة 1919 عندما كان طالبا في الأزهر الشريف، وأصيب في المظاهرات وحصل على الشهادة العالمية والتي كانت توازى الدكتوراة حاليا من الأزهر الشريف. تدرج في الوظائف الأزهرية حيث عمل شيخا للمعهد الأحمدى بطنطا ومعهد دمياط الأزهرى ومعهد دمنهور الأزهرى، ثم رئيسا ومشرفا على قطاع المعاهد الأزهرية وعضو هيئة كبار علماء الأزهر في القاهرة، وله العديد من المؤلفات الدينية، وتميز فضيلة الشيخ عبد العزيز سمك في حياتة بأعماله الخيرية الواسعة وساعدة على ذلك أنه كان من الأعيان، وينتمى لأسرة عريقة وقام ببناء معهدين أزهريين في قريته يطلق عليهما اسمه حتى وقتنا هذا. توفى في ديسمبر 2007.